# Aitape
Aitape – miasto w Papui-Nowej Gwinei, w Prowincji Sandaun. Liczba mieszkańców: 6931 (2013).